# Билгин, Эмре
Эмре Билгин (тур. Emre Bilgin; 26 февраля 2004, Гюнгёрен, Стамбул, Турция) — турецкий футболист, вратарь клуба «Бешикташ», выступающих на правах аренды за «Фатих Карагюмрюк» и молодёжной сборной Турции.

## Клубная карьера
Начал заниматься футболом в академии клуба «Байрампаша», позже перешёл в академию «Бешикташа». 7 августа 2020 года подписал трёхлетний контракт с клубом, став игроком первой команды и взяв себе 61 номер. За «чёрных орлов» дебютировал 19 марта 2022 года в домашней игре с «Хатайспором», пропустив один мяч (матч закончился со счётом 1:1). Первый «сухой» матч провёл 15 мая на выезде с «Гёзтепе».
6 июля 2023 года перешёл в клуб «Фатих Карагюмрюк» на правах аренды до конца сезона. Дебютировал 23 октября в домашнем матче против «Адана Демирспор», совершив семь сэйвов и сохранив свои ворота пустыми.

## Карьера в сборной
Выступал за молодёжные сборные Турции разных возрастов.
За сборную до 18 лет дебютировал 8 октября 2021 года в товарищеском матче со сборной Испании, пропустив три мяча. Первых «сухой» матч, в котором Билгин вышел на поле с капитанской повязкой, провел 10 ноября со сборной Косово до 17 лет.
За сборную до 19 лет дебютировал 24 февраля 2022 года в товарищеской игре со сборной Кыргызстана, сохранив свои ворота пустыми.
За сборную до 21 года дебютировал 10 июня 2022 года в матче со сборной Казахстана, проходившем в рамках отбора к молодежному Евро, сохранив ворота «сухими».

## Достижения

### Клубные
«Бешикташ»
- Чемпион Турции: 2020/21
- Обладатель Кубка Турции: 2020/21
- Обладатель Суперкубка Турции: 2021

## Внешние ссылки
- Профиль игрока (англ.) на сайте Transfermarkt
- Профиль игрока на сайте Турецкой футбольной федерации
- Профиль игрока на сайте Soccerway
- Профиль игрока на сайте «Бешикташа»